# Gujranwala Cantonment
Gujranwala Cantonment ist eine Siedlung im Distrikts Gujranwala in der Provinz Punjab in Pakistan.

## Bevölkerungsentwicklung
| Zensusjahr | Einwohnerzahl |
| ---------- | ------------- |
| 1972       | 36.598        |
| 1981       | 57.760        |
| 1998       | 93.093        |
| 2017       | 137.302       |